# 20305 Feliciayen
A 20305 Feliciayen (ideiglenes jelöléssel 1998 FU102) a Naprendszer kisbolygóövében található aszteroida. A LINEAR projekt keretében fedezték fel 1998. március 31-én.